# Jeropiga

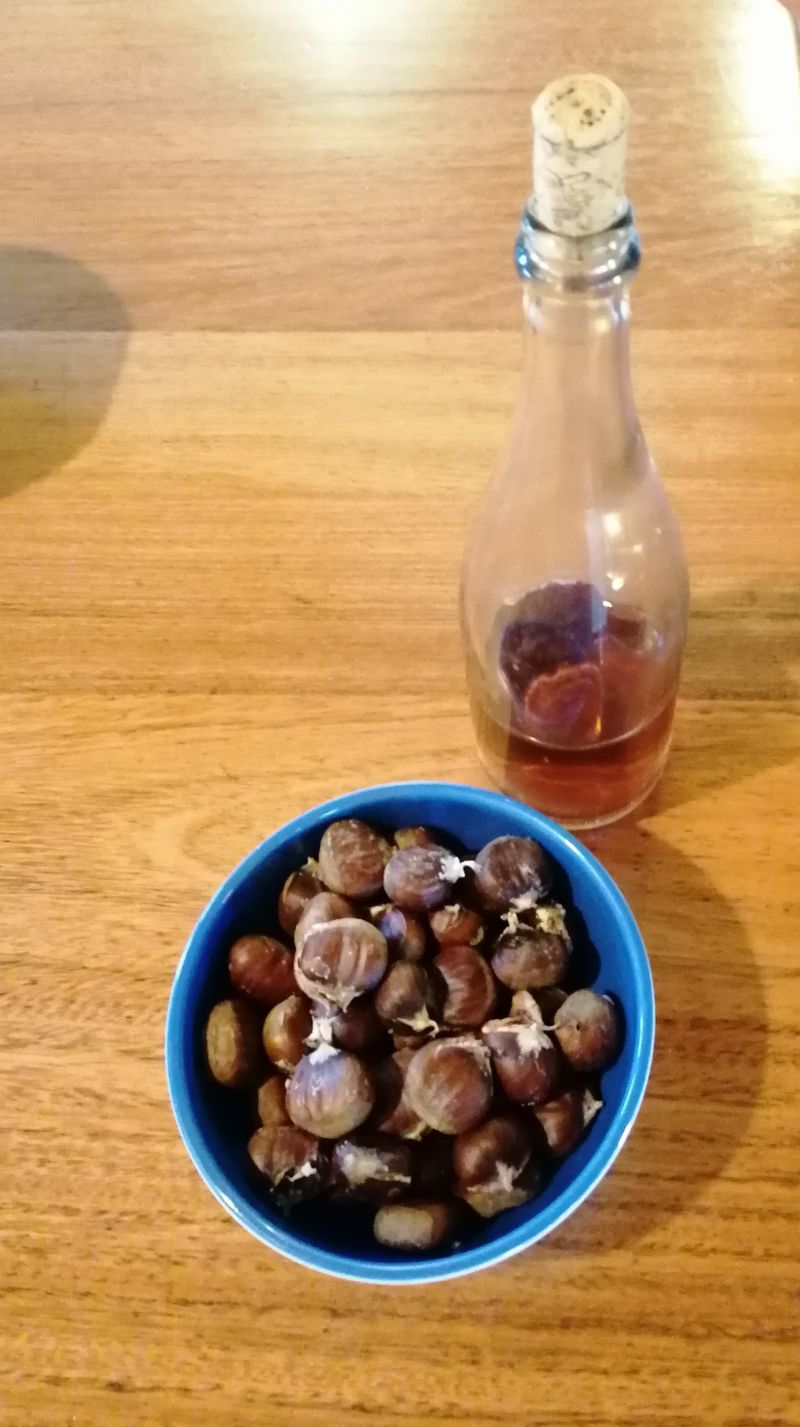
Jeropiga e castanhas: uma tradição em Portugal.

Jeropiga é uma bebida alcoólica tradicional em Portugal. É preparada adicionando aguardente ao mosto de uva para parar a fermentação, resultando uma bebida mais alcoólica que o vinho.
Segundo o dicionário Houaiss, o vocábulo pode ser uma corruptela de "xaropiga", inventada a partir de xarope, por ser uma bebida doce. Já o jornal A Tarde, de Salvador, Bahia, edição de 16 de dezembro de 1950, refere um Pequeno dicionário da língua portuguesa que teria uma definição semelhante, embora adicionado açúcar, mas que também o vocábulo poderia significar qualquer bebida de má qualidade, o que também é mencionado na referência anterior, de acordo com um escrito de Camilo Castelo Branco.
De acordo com uma notícia de 2003, esta bebida e a água-pé acompanhavam tradicionalmente os magustos, as festas de boas-vindas às castanhas, mas como a sua produção era caseira, foram proibidas por lei.
No Brasil, a jeropiga é atualmente fabricada artesanalmente na cidade de Rio Grande (Rio Grande do Sul). Sua produção é atribuída à presença portuguesa na região, sendo muito afamada a que é produzida tradicionalmente na Ilha dos Marinheiros. As melhores jeropigas são envelhecidas por três anos em barris conhecidos como bordalesas.